# Frans-Afrika

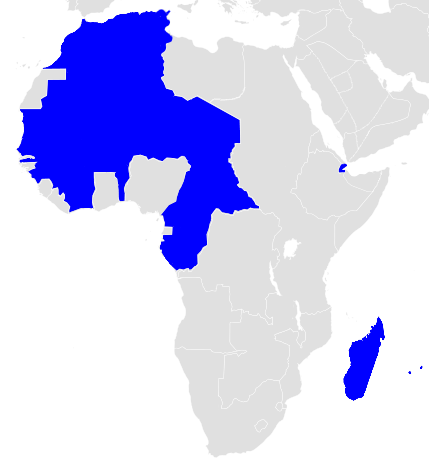
Frankrijk en de voormalige Franse koloniën in Afrika.

Frans-Afrika verwijst naar voormalige Afrikaanse koloniën die tot Frankrijk behoorden of naar de huidige Franse gebieden in Afrika.
Voormalige Franse koloniën in Afrika
- Frans Noord-Afrika
  - Frans-Marokko (1912-1956)
  - Frans-Algerije (1830-1962)
  - Frans protectoraat van Tunesië (1881-1956)
- Frans-West-Afrika
  - Frans-Guinee (1891-1958), het huidige Guinee-Conakry
  - Dahomey (1894-1958), het huidige Benin
  - Frans-Mauritanië (1903-1960)
  - Ivoorkust (1893-1960)
  - Senegambia en Niger/Opper-Senegal en Niger
    - Frans Opper-Volta (1919-1958), het huidige Burkina Faso
    - Niger (1890-1960)
    - Frans-Soedan
      - Mali (1890-1960)
      - Senegal (1890-1960)
- Frans-Kameroen (1919-1961)
- Frans-Togoland (1916-1960)
- Frans-Equatoriaal-Afrika
  - Frans-Tsjaad (1910-1958)
  - Frans-Congo (1891-1906)
    - Midden-Congo (1906-1958), het huidige Congo-Brazzaville
    - Gabon (1910-1960)
    - Oubangui-Chari (1903-1958), het huidige Centraal-Afrikaanse Republiek
- Frans-Somaliland/Afar- en Issaland (1862-1977), het huidige Djibouti
- Protectoraat Madagaskar/Frans-Madagaskar (1882-1958)
- Île de France (1715-1810), het huidige Mauritius
- Seychellen (1770-1810)
- Comoren (1886-1975)

Huidige Franse gebieden in Afrika
- Franse Zuidelijke en Antarctische Gebieden
- Mayotte (sinds 1843)
- Réunion (sinds 1642)